# Kısır
Il Kısır è un piatto tradizionale appartenente alla cucina levantina e alla cucina turca che consiste in una insalata fatta con bulgur (solitamente a grana fine), prezzemolo e pasta di pomodoro.
Altri ingredienti comuni possono essere la cipolla, l'aglio (in talune regioni), il succo di melograno (in particolare nelle varianti in uso nel sud della Turchia) oppure il succo di limone, foglie di lattuga, cetrioli e varie spezie.
Ha normalmente colore rosso a causa della presenza della pasta di pomodoro ed è per lo più consumato freddo.
Il Kısır è abitualmente servito nell'ambito della Meze.